# Karim Bianchi
Karim Antonio Bianchi Retamales (Punta Arenas, 31 de enero de 1983) es un ingeniero comercial, y egresado de derecho; y político independiente chileno. Desde marzo de 2022 se desempeña como senador por la Región de Magallanes y la Antártica Chilena en la circunscripción 15. Previamente ejerció como consejero regional (CORE) por la misma región entre 2009 y 2012 y como  diputado de la República en representación del distrito n° 28, por el periodo legislativo 2018-2022.

## Familia y estudios
Nació el 31 de enero de 1983, en Punta Arenas. Hijo del Diputado independiente Carlos Bianchi Chelech y de Blanca Rosa Retamales Espinoza. Es padre y tiene una hija.
Realizó sus estudios primarios en el Liceo San José y secundarios en el Colegio Charles Darwin, en Punta Arenas. Es ingeniero comercial de la Universidad de Artes, Ciencias y Comunicación (UNIACC), en Santiago, y egresado de derecho de la Universidad de Magallanes.
Ha ejercido como director y gerente de medios de comunicación y empresario.

## Trayectoria política
Desde 2009 hasta 2012 fue consejero regional de la Región de Magallanes.
En las elecciones parlamentarias de 2013 se presentó como candidato independiente a diputado por el distrito n° 60, obteniendo 7.999 votos equivalentes al 12.77% de los sufragios, no resultando electo.

### Diputado
En las elecciones parlamentarias de 2017, se presentó nuevamente, siendo elegido diputado independiente en la lista «La Fuerza de la Mayoría» en cupo del Partido Radical (PR), por el nuevo distrito n° 28 (Cabo de Hornos y Antártica, Laguna Blanca, Natales, Porvenir, Primavera, Punta Arenas, Río Verde, San Gregorio, Timaukel, Torres del Paine), de la Región de Magallanes y Antártica Chilena, por el período 2018-2022. Obtuvo 4.190 votos, correspondientes a un 7,38%.
Integró las comisiones permanentes de Ciencias y Tecnología, Obras Públicas, Transportes y Telecomunicaciones; y de Zonas Extremas y Antártica Chilena. De igual manera, formó parte de las Comisiones Especiales Investigadoras de: las eventuales irregularidades en las inversiones y actuaciones comerciales realizadas por ENAP entre 2014 y 2018, y de su efecto en el estado financiero actual de dicha empresa; de las contrataciones de personal en la administración del Estado entre los meses de noviembre de 2017 a marzo de 2018; y de la Comisión Especial Investigadora de los actos del Ministerio del Interior y Seguridad Pública, del Ministerio de Justicia y Derechos Humanos, de Carabineros de Chile y de la Policía de Investigaciones de Chile, con ocasión del denominado "caso Harex", constituida en agosto de 2018; de la cual fue elegido Presidente, durante la Sesión 1ª Ordinaria, el 7 de agosto de 2018. Fue miembro del Comité parlamentario Radical-Independientes.
Asumió la presidencia de la Comisión de Ciencias y Tecnología el 3 de abril de 2019.

### Senador
El Senador independiente se alzó con primera mayoría muy por encima de sus contendores obteniendo 31.218 votos con un porcentaje cercano al 50% de éstos.
Es el primer Senador electo bajo el sistema proporcional de manera independiente fuera de toda lista, esta tarea no la tenía fácil ya que debía superar la votación de listas, lo que en teoría era sacar más que la suma de 3 candidatos de cada lista. Además se alzó como el político con mayor votación histórica en la región porcentual y numérica, tarea que era fácil ya que en este sistema de votos a diferencia del binominal las listas son más numerosas y con mayor cantidad de fuerzas políticas.
Como senador integra las comisiones de Gobierno, Descentralización y Regionalización, Economía,  Cultura, Patrimonio, Artes, Deportes y Recreación, Transportes y Telecomunicaciones y Comisión Especial de Zonas Extremas y Territorios Especiales.